# Ентре Риос
Ѐнтре Рѝос (на испански: Entre Ríos) е една от 23-те провинции на Аржентина. Намира се в североизточната част на страната. Провинция Ентре Риос е с население от 1 360 443 жители (по изчисления за юли 2018 г.) и обща площ от 78 781 км². Столица на провинцията е град Парана.